# Alcichthys
Alcichthys är ett släkte av fiskar. Alcichthys ingår i familjen simpor.
Kladogram enligt Catalogue of Life:
| Alcichthys | \| \| Alcichthys alcicornis \| \| \| \| \| \| Alcichthys elongatus \| \| \| \| |
|            | \| \| Alcichthys alcicornis \| \| \| \| \| \| Alcichthys elongatus \| \| \| \| |
|            | Alcichthys alcicornis                                                          |
|            |                                                                                |
|            | Alcichthys elongatus                                                           |
|            |                                                                                |